# Wassermühle Liesebach

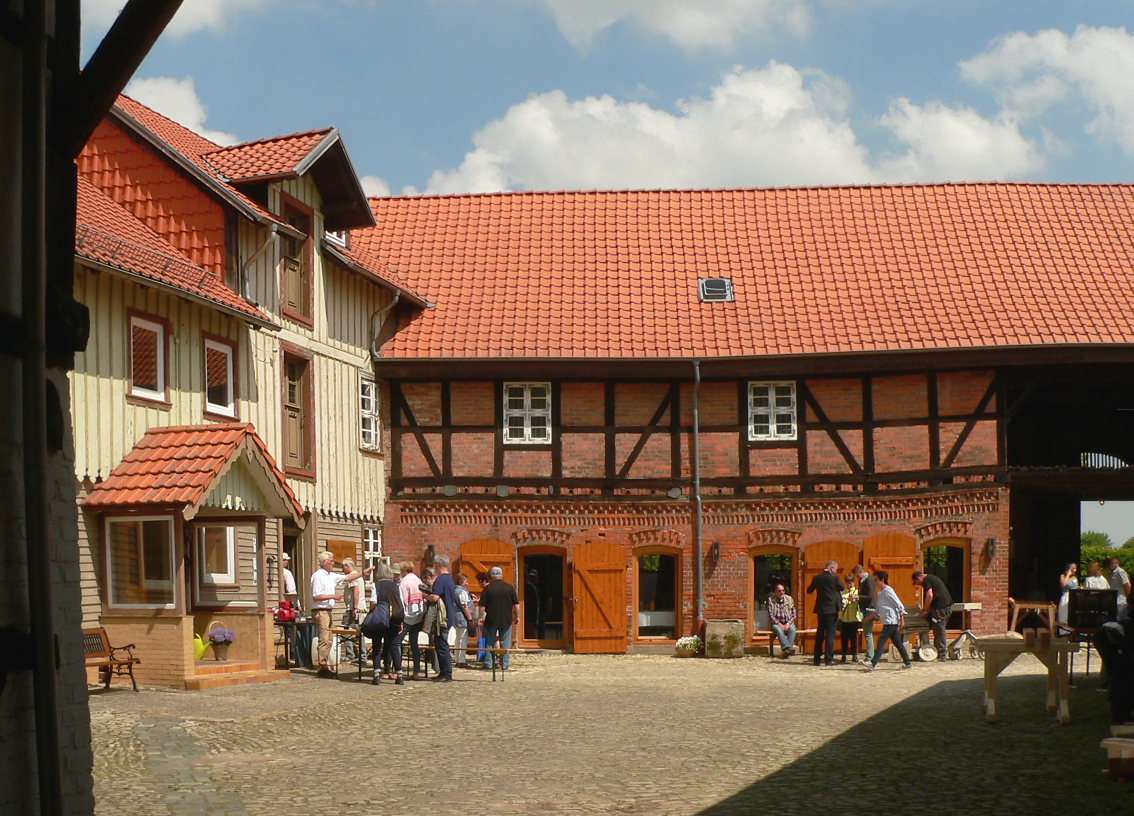
Das Mühlengebäude (Bildmitte) der Wassermühle Liesebach

Die Wassermühle Liesebach war eine oberschlächtige Wassermühle in Räbke im Landkreis Helmstedt, die vom Mühlengraben der Schunter angetrieben wurde. Sie arbeitete von 1236 bis zur Betriebseinstellung 1954 überwiegend als Getreidemühle. Heute wird die Wassermühle nach einer Restaurierung von einem örtlichen Förderverein betreut. Sie liegt in einem Vierseithof am Rande des Dorfes, der als Bauensemble seit 1993 unter Denkmalschutz steht. Die Mühle ist eine Station der Niedersächsischen Mühlenstraße und von acht einstigen Wassermühlen in Räbke die einzige erhaltene.

## Geschichte
Die Mühle wurde am Mühlengraben errichtet, den Mönche des Helmstedter Klosters St. Ludgeri Anfang des 13. Jahrhunderts von der Schunter abzweigten und auf einer Höhenlinie durch das Dorf leiteten. Ursprünglich war sie eine Erbzinsmühle des Klosters. Ihr Wasserrad arbeitete oberschlächtig, da der Wasserlauf innerhalb von Räbke ein großes Gefälle aufweist. Die Mühle ist auf einer im Rahmen der Braunschweigischen General-Landesvermessung von 1754 angefertigten Karte von Räbke und Umgebung eingezeichnet. Zu der Zeit lebten in den 84 Wohngebäuden des Dorfes fast 570 Menschen.
Anfangs verfügte die Mühle nur über einen Mahlgang. Lange Zeit blieb die Mühlenanlage technisch fast unverändert. Erst 1864 nahm der Müller Ernst Ludwig Raddecke Modernisierungen vor und sorgte für zwei Mahlgänge. 1905 erwarb der Müller Franz Liesebach die Mühle und erweiterte sie durch den Einbau von zwei Walzenstühlen. 1937 kam es zu weiteren Umbauten durch eine Helmstedter Mühlenbaufirma, bei der die Mühle wahrscheinlich zur Unterstützung der Wasserkraft einen Elektromotor erhielt. Ein weiterer Umbau erfolgte 1948 durch Richard Liesebach, der Sohn des Müllers, der die Mühle 1905 erworben hatte. Dabei wurden ein weiterer Walzenstuhl und zwei weitere Elektromotoren von einer Mühle aus Melle eingebaut.

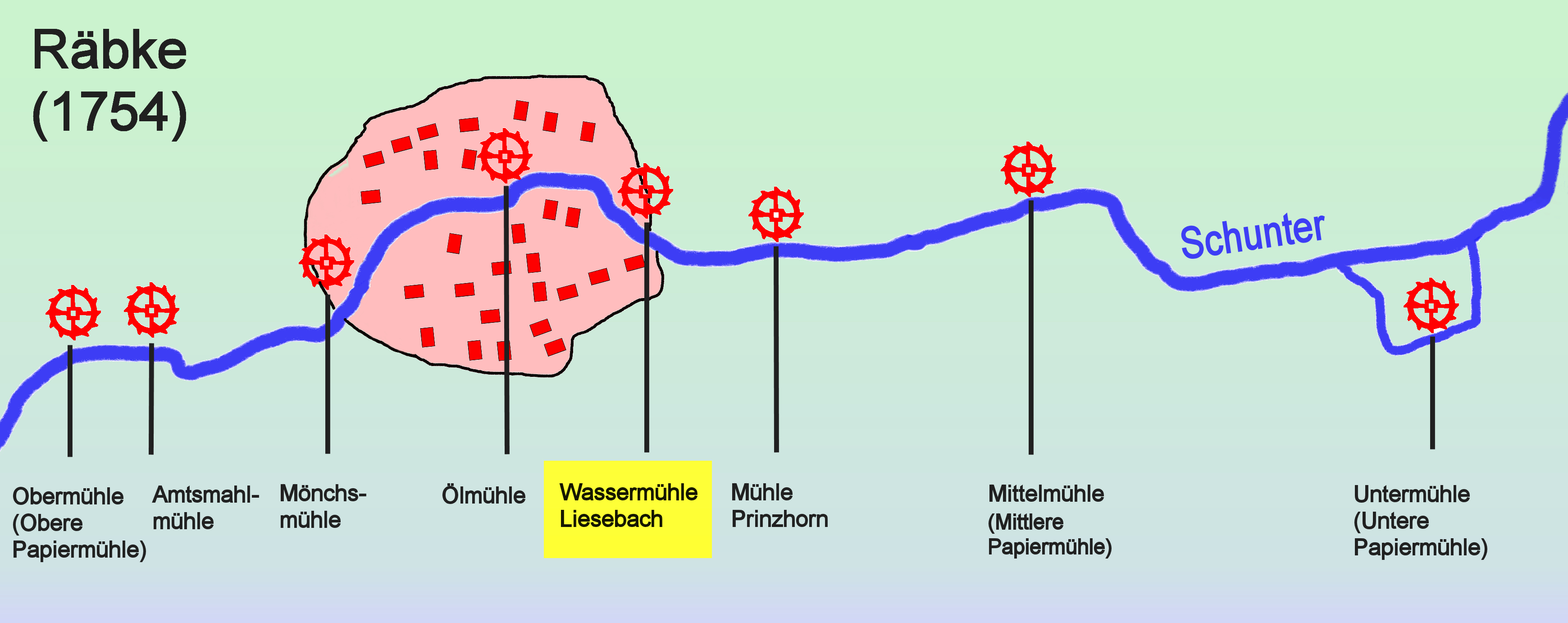
Lage der Mühle an der Schunter, 1754

Im Räbker Mühlenkataster von 1939 wurde die Mühle als Roggen- und Weizenmühle Räbke bezeichnet und war als Mahlmühle in Betrieb. Sie gehörte zu dem Zeitpunkt Minna Liesebach. Betriebsführer war ihr Sohn Richard Liesebach. Die Mühle verarbeitete täglich 3 Wispel Mehl, das hauptsächlich nach Helmstedt und Magdeburg geliefert wurde. 1939 wurde die Mühle stillgelegt, da der Betriebsleiter zum Militärdienst einberufen wurde.
Anfang der 1950er Jahre belieferte die Mühle Großkunden. Der Transport zu Bäckereien in der näheren Umgebung erfolgte mit Pferd und Wagen. Produziert wurde ein Weizen-Auszugsmehl unter der Bezeichnung „Elmgold“. Als sich an der Mühlentechnik Verschleißerscheinungen zeigten, wurde der Mühlenbetrieb 1954 eingestellt. 1996 verstarb Richard Liesebach als letzter Müller. Seine Ehefrau setzte sich für die Instandhaltung der Mühlenanlage ein. Die Mühle wurde zwischen 1998 und 2005 im Rahmen der Dorferneuerung in Räbke aufwendig restauriert. 2008 erhielt sie ein neues Wasserrad, das auch der Stromerzeugung dient. Seither ist die Mühle wieder funktionsfähig und kann besichtigt werden. Der Walzenstuhl und der Steinmahlgang können zu Demonstrationszwecken betrieben werden. 2009 gründete sich der gemeinnützige „Räbker Förderverein Mühle Liesebach“, der die Mühle unterhält und dem heute (2019) 190 Personen angehören. 2018 wurde der Förderverein mit dem „Preis für Denkmalpflege der Niedersächsischen Sparkassenstiftung“ ausgezeichnet.

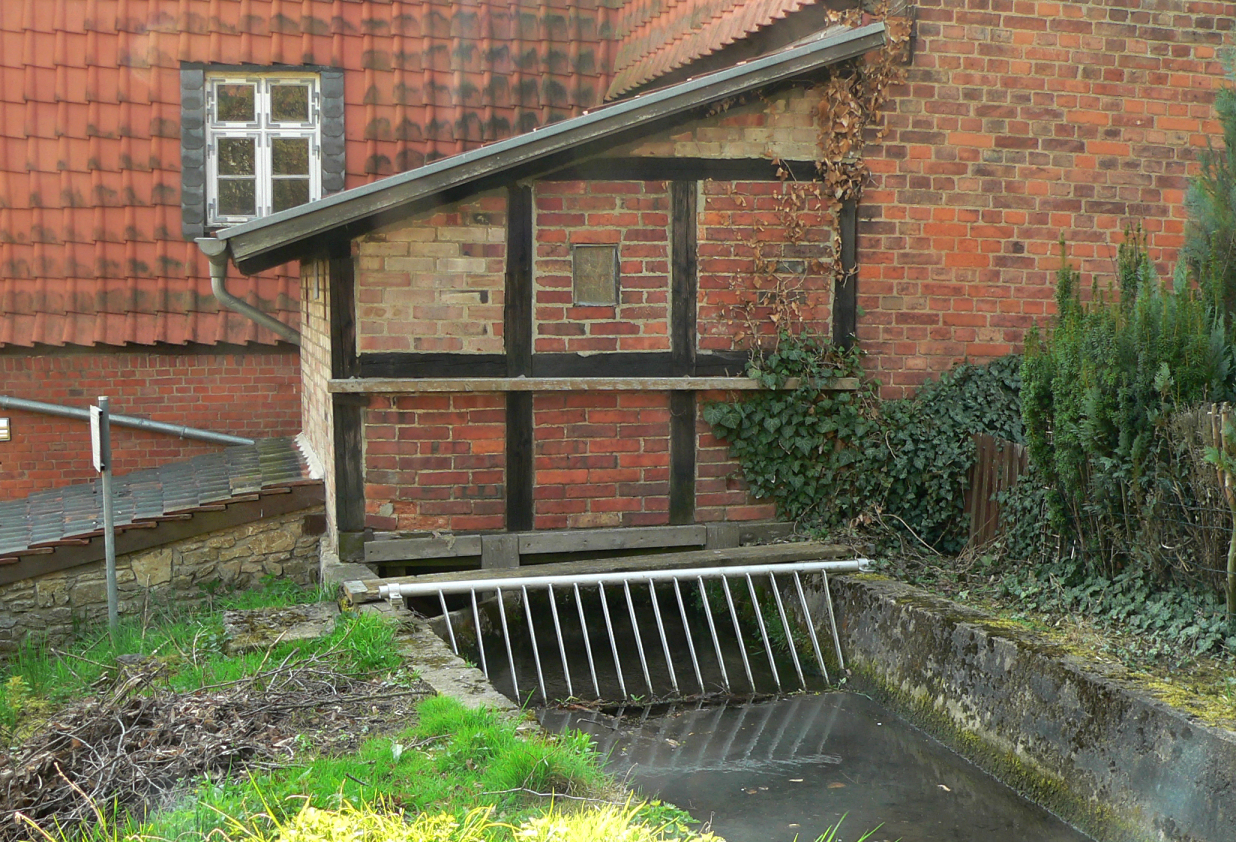
Zufluss des Mühlengrabens zur Mühle
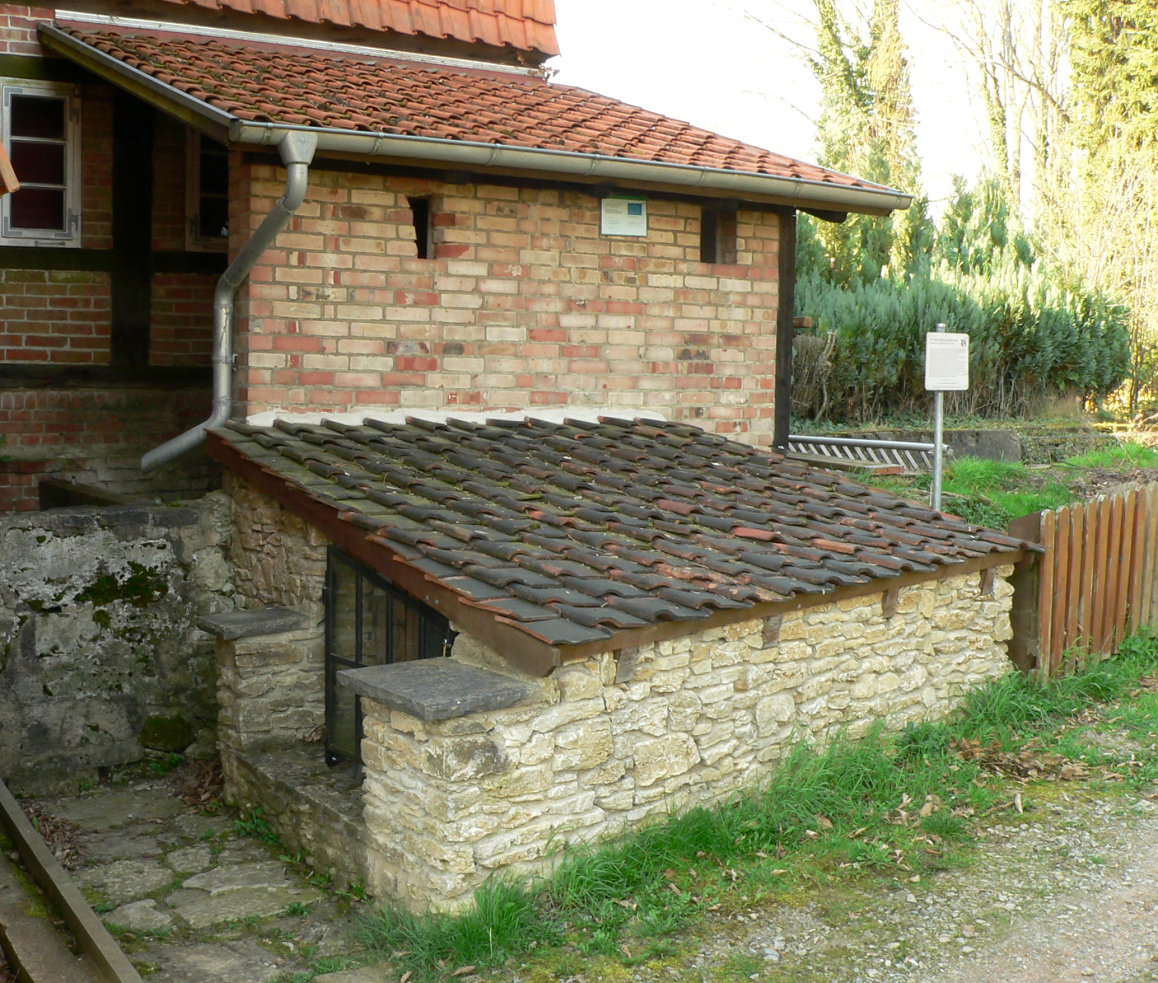
Anbau für das Wasserrad
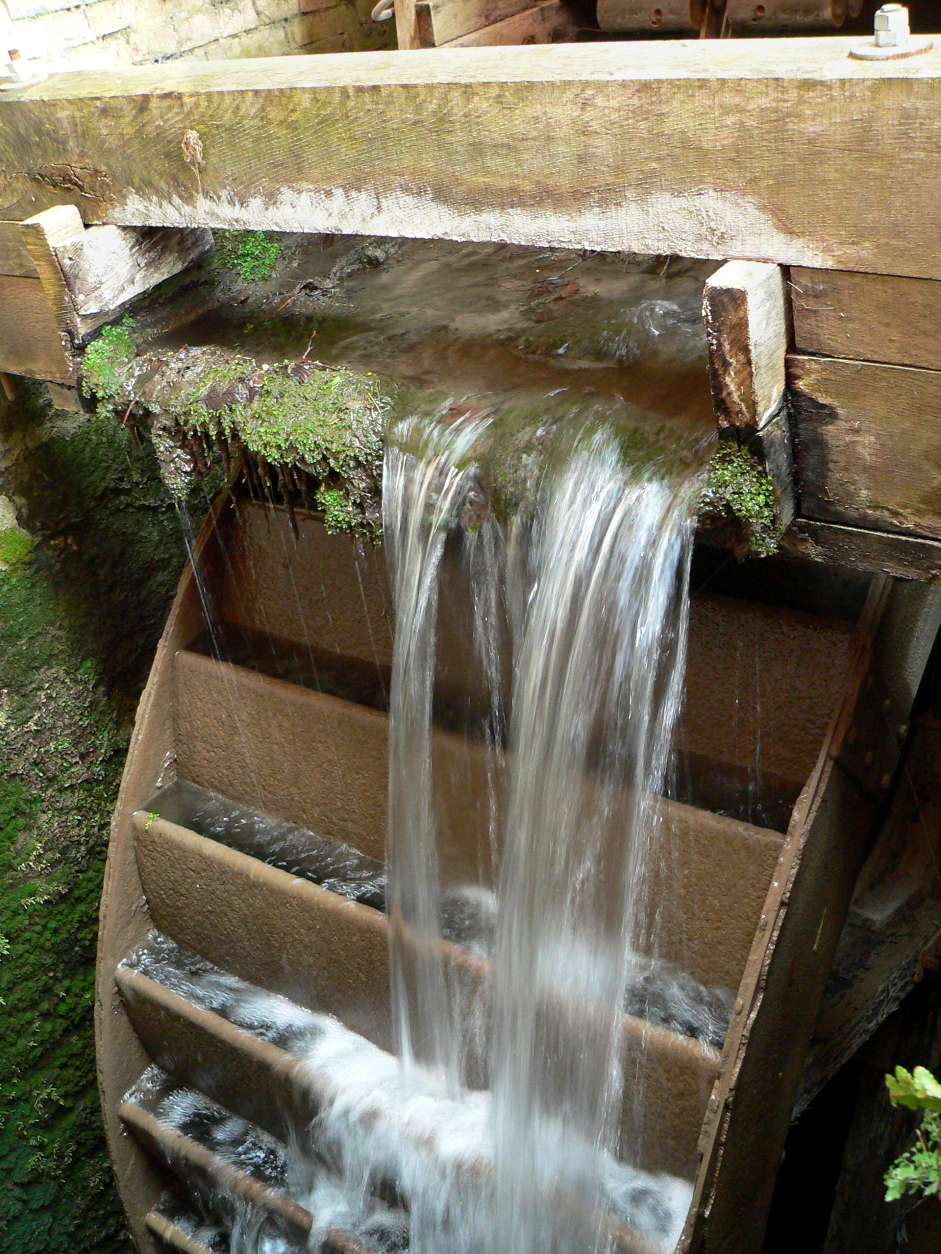
Das oberschlächtige Wasserrad der Mühle
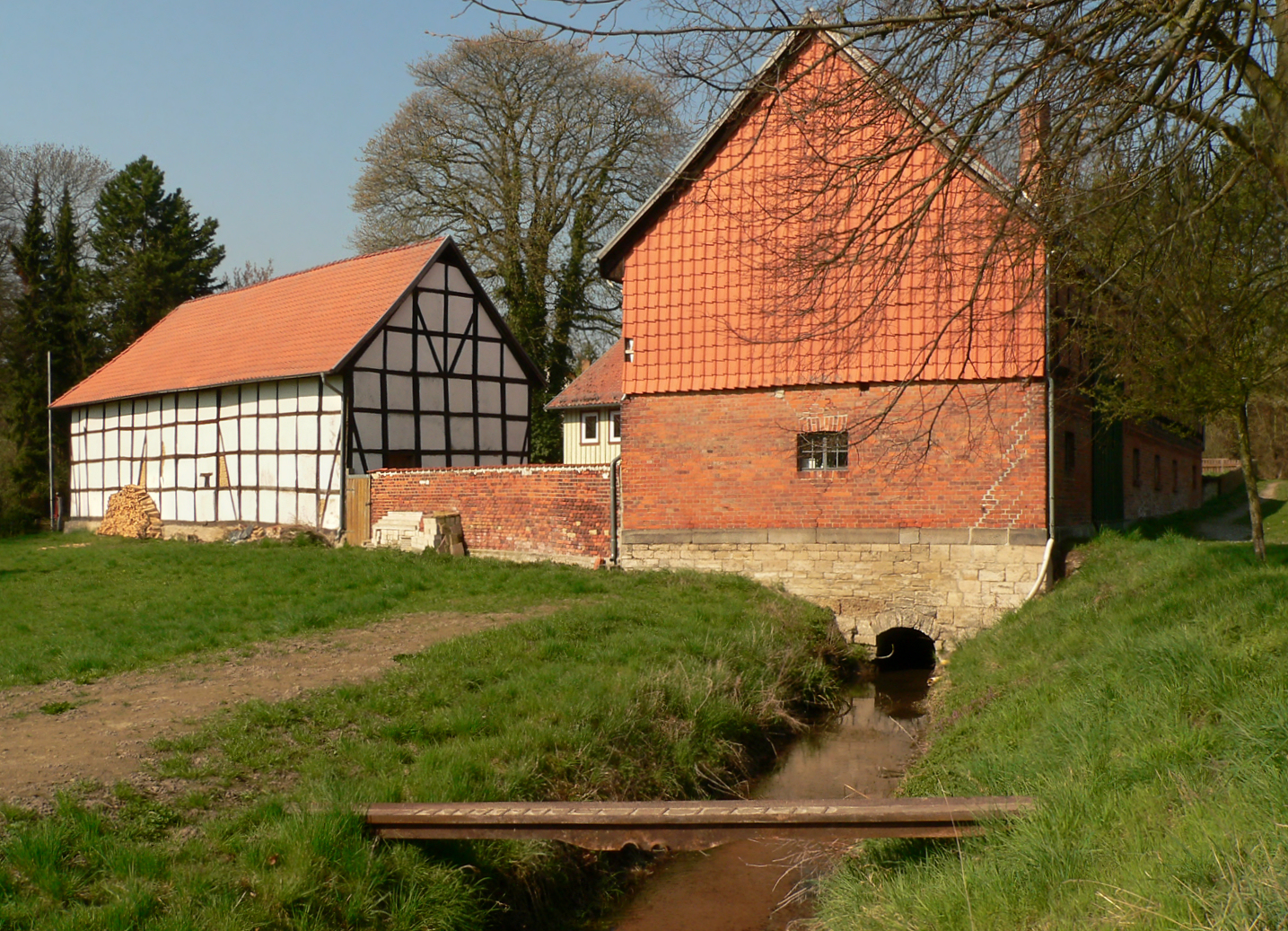
Abfluss des Mühlengrabens von der Mühle
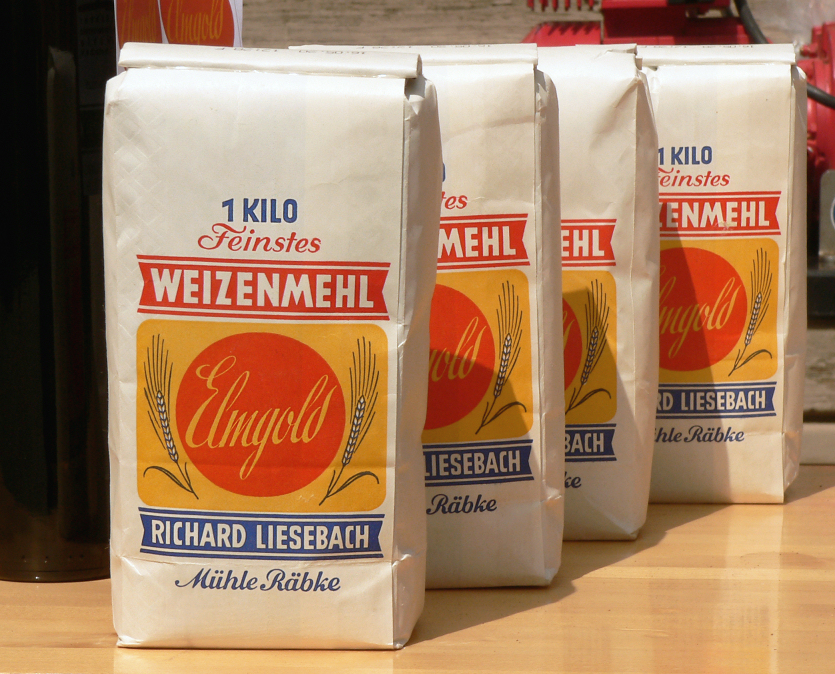
Weizenmehl „Elmgold“ der Mühle